# 銃殺
銃殺（じゅうさつ）とは、銃を用いて主に人間の命を絶つこと。
「銃殺」は、特に「銃殺刑」を執行する場合を指すこともある。他方、「射殺」は動物や人間を撃ち殺す行為一般を指し、弓などを含む飛び道具全般について用いることができる。銃殺刑でない場合は、戦争行為も含めて後に殺人罪として刑罰に問われることが通常である。

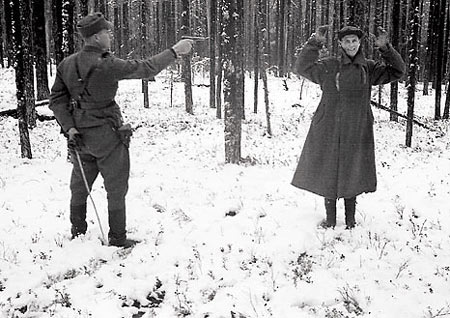
ソ連のスパイを拳銃で処刑するフィンランド兵（1942年）

日本における銃器死者の記述（記録上の鉄砲の実戦使用）は、16世紀中頃の天文19年（1550年）7月14日、洛中の合戦で三好長慶軍の部将三好弓介の与力1人が細川晴元軍の鉄砲に当たって死亡したのが文献上の初見とされる。
その後、明治から昭和にかけて政治家に対する突発的な銃殺事件が増えた。伊藤博文暗殺事件や、五・一五事件、二・二六事件などが挙げられる。令和の時代にも安倍晋三銃撃事件で自作銃が使われた。